# Hearts of Iron III
Hearts of Iron III је стратешка видео игра коју је направио Paradox Development Studio и објавио Paradox Interactive. Microsoft Windows верзија игре је објављена 7. августа 2009, док је верзија за Mac OS X објављена 7. децембра 2009.   Фокусира се на Други светски рат.

## Ток игре
Hearts of Iron III омогућава играчу да преузме контролу над било којом нацијом на свету и води ту нацију кроз Други светски рат . Играч контролише готово сваки аспект своје земље, укључујући производњу, истраживање, дипломатију, ратовање, политику, и шпијунажа. Све друге нације могу полако да се придруже једној од фракција. Нације ће вероватније стати на страну фракција са којима су идеолошки и дипломатски усклађене. Играч може да користи мноштво различитих дивизија, флота и ратних авиона да се упусти у борбу са непријатељским снагама. 